# Siliqua
|  | Per a altres significats, vegeu Síliqua. |

Siliqua (en sard, Silìcua) és un municipi italià, dins de la província de Sardenya del Sud. L'any 2007 tenia 4.046 habitants. Es troba a la regió de Sulcis-Iglesiente. Limita amb els municipis d'Assemini, Decimomannu, Decimoputzu, Iglesias (CI), Musei (CI), Narcao (CI), Nuxis (CI), Uta, Vallermosa, Villamassargia (CI) i Villaspeciosa.

## Administració
| Període | Identitat            | Partit        |
| ------- | -------------------- | ------------- |
| 2012-   | Andrea Daniele Busia | Llista cívica |